# Francesco Marmitta
Francesco Marmitta (Parma, circa 1464 – Parma, 1505) è stato un pittore e miniatore italiano.

## Biografia

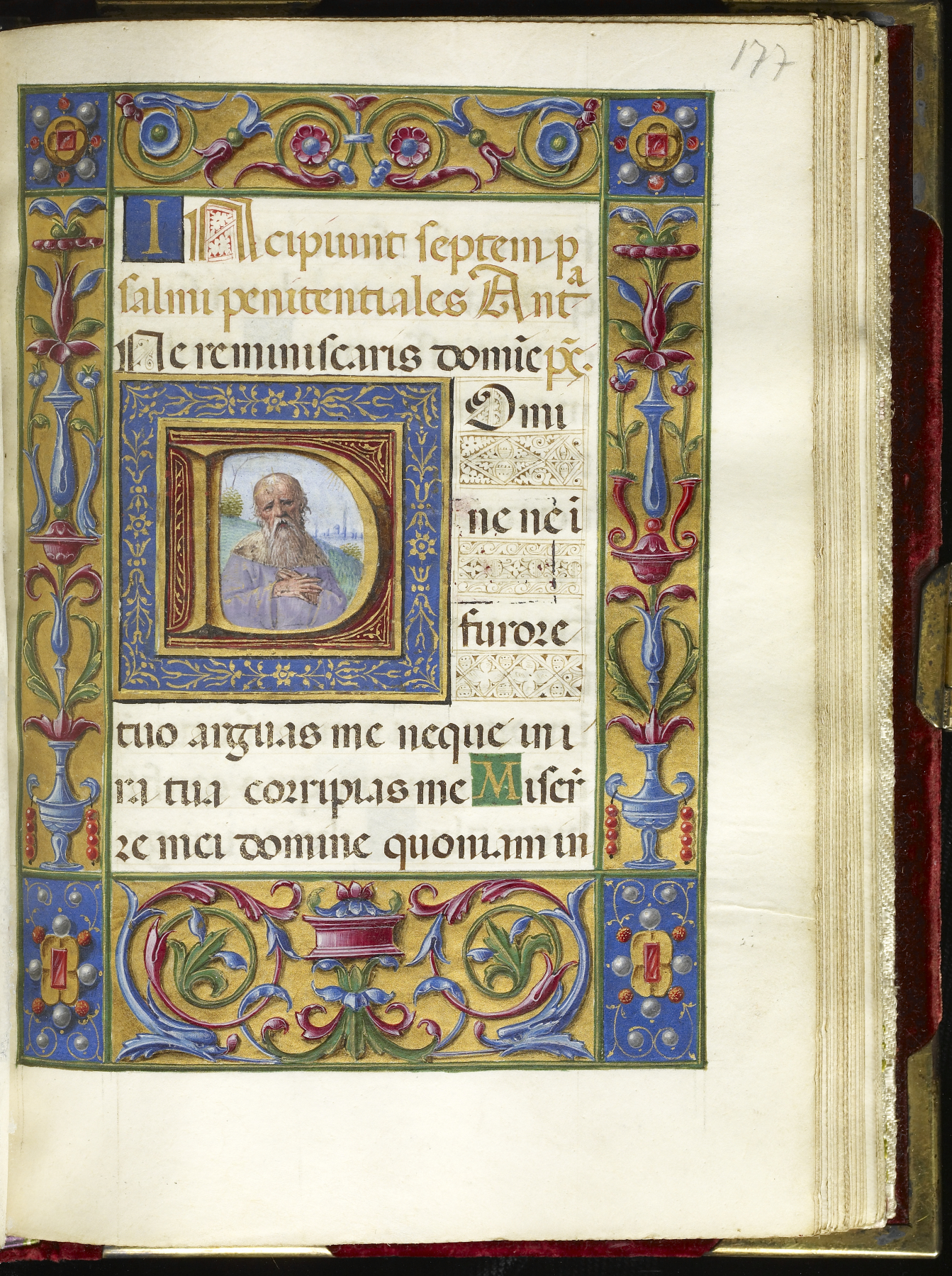
Libro d'Ore Rangoni-Bentivoglio, Iniziale D con David, 1505, Walters Art Museum

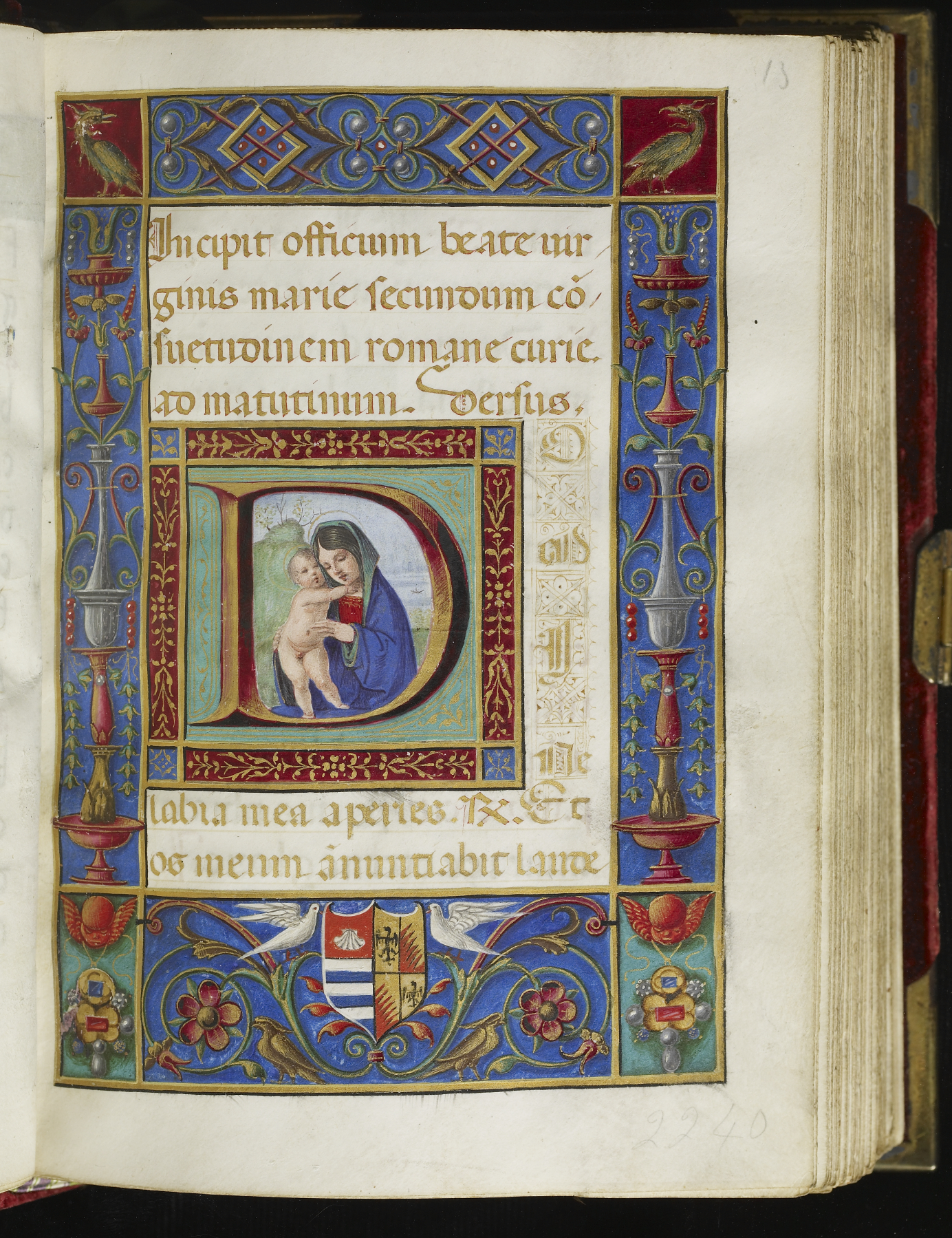
Libro d'Ore Rangoni-Bentivoglio, Iniziale D con Vergine e Bambino, 1505, Walters Art Museum

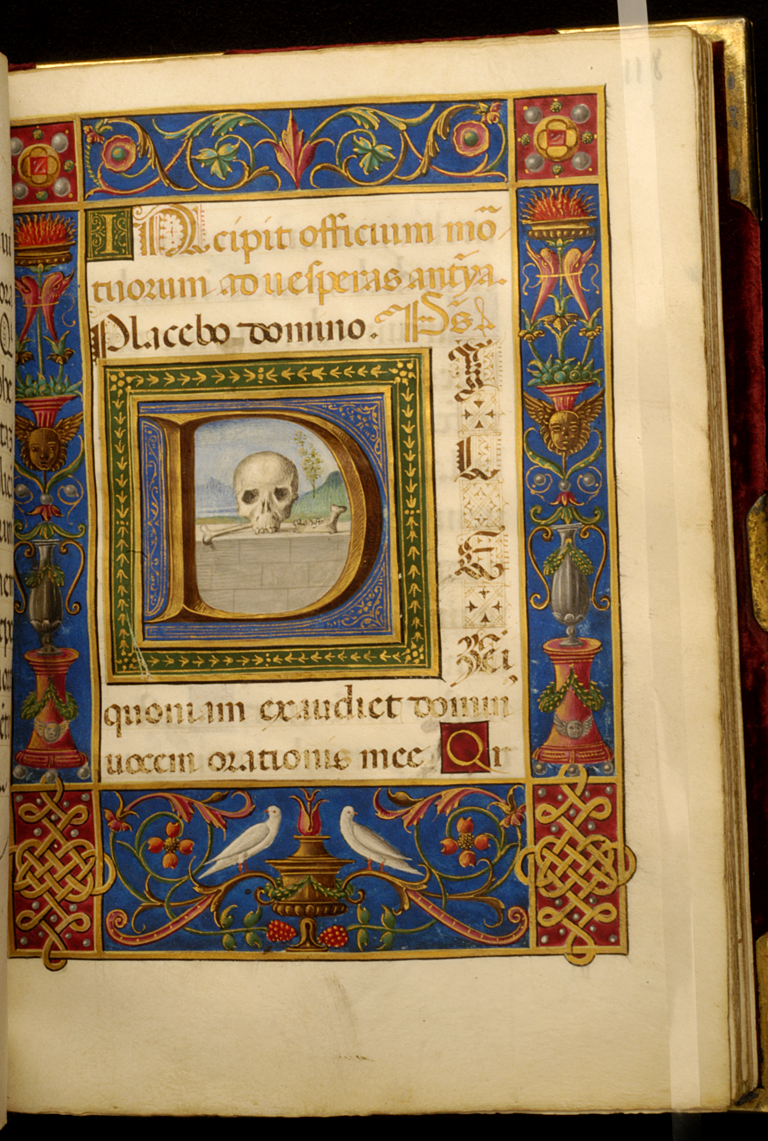
Libro d'Ore Rangoni-Bentivoglio, Iniziale D con il teschio, 1505, Walters Art Museum

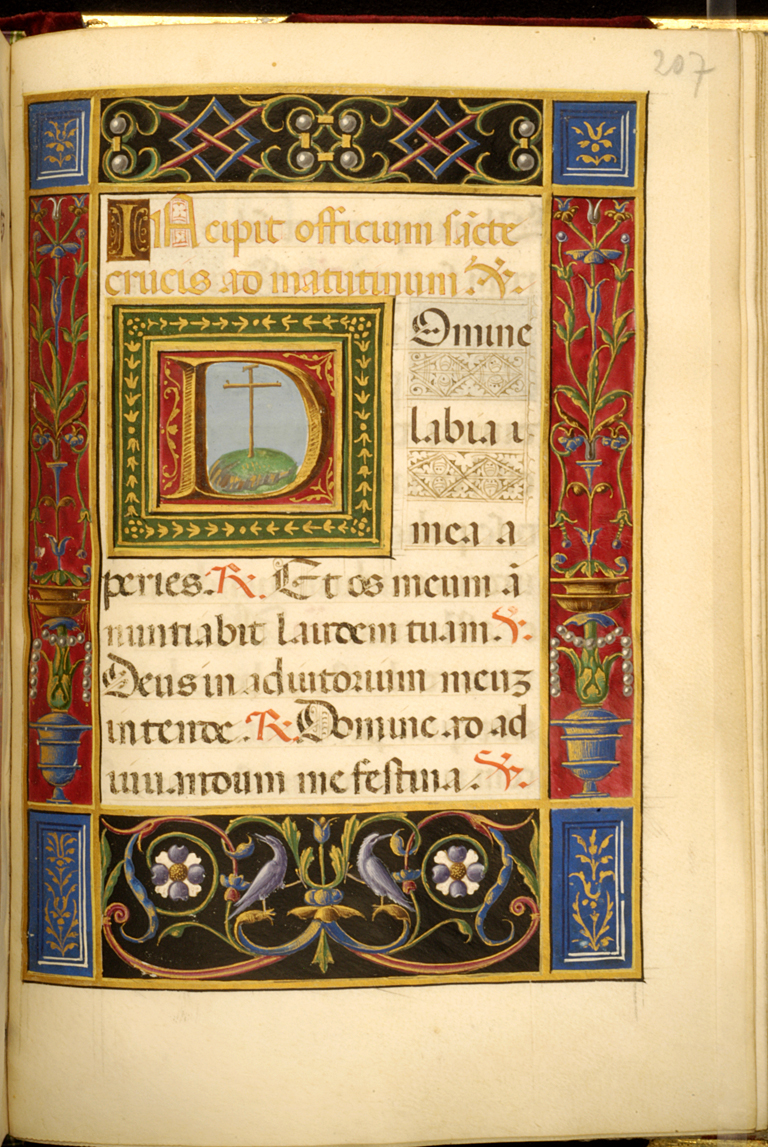
Libro d'Ore Rangoni-Bentivoglio, Iniziale D con la Croce, 1505, Walters Art Museum

Figlio del commerciante Marco, Francesco Marmitta nacque a Parma, intorno al 1464, in base ai documenti storici.
Si formò probabilmente studiando le opere realizzate a Bologna dal pittore della scuola ferrarese Ercole de' Roberti, seguendo inoltre le nuove tendenze pittoriche di Lorenzo Costa, Gian Francesco de' Maineri e Bernardino Orsi da Collecchio.
Negli stessi anni frequentò la bottega del pittore e orafo bolognese Francesco Francia, che influenzò la sua attività di intagliatore, per la quale Marmitta è menzionato da Giorgio Vasari nella sua celebre pubblicazione Le vite de' più eccellenti pittori, scultori e architettori.
Le uniche sue opere documentate sono le decorazioni presenti nel codice petrarchesco privato dell'umanista Giacomo Giglio (Kassel, Landesbibliothek), databile negli anni 1483-1485.
Nel codice petrarchesco Marmitta evidenziò l'influenza di Ercole de' Roberti e di Lorenzo Costa, oltre che l'utilizzo di temi derivati dall'orificeria.
Per quanto riguarda le attribuzioni, tra le più significative vi è il Messale del cardinale Della Rovere, l'Offiziolo Durazzo e la Pala di san Quintino.
Il Messale del cardinale Della Rovere (Torino, Museo Civico),  realizzato negli anni 1490-1492, ci fornisce la notizia di un soggiorno romano di Marmitta, ai tempi di Andrea Mantegna e del classicismo.
Nella decorazione del codice per il cardinale Della Rovere, Marmitta dimostrò influenze e ispirazioni dell'ambiente romano, soprattutto per lo stile del «Maestro del Teofilatto», molto apprezzato dal cardinale.
Dal 1495 Marmitta è documentato a Parma e agli inizi del XVI secolo risalì l'Offiziolo Durazzo (Genova, Biblioteca civica Berio), per un committente, ancora ignoto, forse un ambasciatore-senatore veneziano presente come astante nella miniatura della Messa della Beata Vergine.
Il codice, considerato un capolavoro della miniatura italiana del Rinascimento, mostrò l'influenza del pittore veneziano Giovanni Bellini, oltre che della tradizione padana e dello scultore e orafo Pier Jacopo Alari Bonacolsi.
La Pala di san Quintino (Parigi, Museo del Louvre), raffigurante la Vergine in trono tra san Benedetto e san Quintino e due angeli, è la più importante opera su tavola attribuita a Marmitta, ultimata, poco prima di morire, per il monastero benedettino parmense di San Quintino, che si caratterizzò per la presenza di numerosi elementi originati dalla competenza nella miniatura e nell'incisione su pietre.
Marmitta sposò, tra la fine del 1502 e gli inizi del 1503, Isabella, figlia dell'orafo Innocenzo Canossa, dalla quale ebbe due figli, Ludovico (1503), che proseguì l'attività del padre, e il poeta Giacomo, nato nel 1504, un anno prima della morte del miniatore.

## Opere

### Miniature
Diversi manoscritti miniati sono attribuiti a lui :
- Codice petrarchesco privato dell'umanista Giacomo Giglio (Kassel, Landesbibliothek) (1483-1485);
- Messale del cardinale Della Rovere (Torino, Museo Civico) (1490-1492);
- Offiziolo Durazzo o Libro d'Ore Durazzo (Genova, Biblioteca civica Berio) (circa 1502);
- L'Adorazione dei pastori, (New York, Metropolitan Museum of Art) (circa 1500);
- Libro d'Ore Rangoni-Bentivoglio, Walters Art Museum (1505);

### Dipinti
- Pala di san Quintino, raffigurante la Vergine in trono tra san Benedetto e san Quintino e due angeli, (Parigi, Museo del Louvre) (1500)

### Disegni
- Crocifissione, (Museo del Louvre)

- Il British Museum possiede qualche disegno di Marmitta.